# Arsène Lupin III
Arsène Lupin III är en fiktiv mästertjuv skapad av den japanske manga-tecknaren Kazuhiko Katō under namnet "Monkey Punch", som protagonist i serien med samma namn. Karaktären gjorde sin debut i tidningen Manga action den 10 augusti 1967 och blev snart populär bland läsare. Genom åren har Lupin III medverkat i fem TV-serier och trettio-tal filmer, varav två spelfilmer.

## Karaktärsbeskrivning
Lupin III är sonson till den berömde gentlemanatjuven Arsène Lupin och är en av världens skickligaste tjuvar. Tillmans med sina kumpaner, revolvermannen Daisuke Jigen, samurajen Goemon Ishikawa och sin gamla flamma Fujiko Mine ger sig Lupin ut på mer eller mindre absurda äventyr, ofta i jakt på olika skatter eller värdefulla föremål. Lupins ärkefiende den envetne Interpolkommissarien Koichi Zenigata är dock alltid gänget på spåren och har svurit att ta fast Lupin till varje pris.

## Utseende

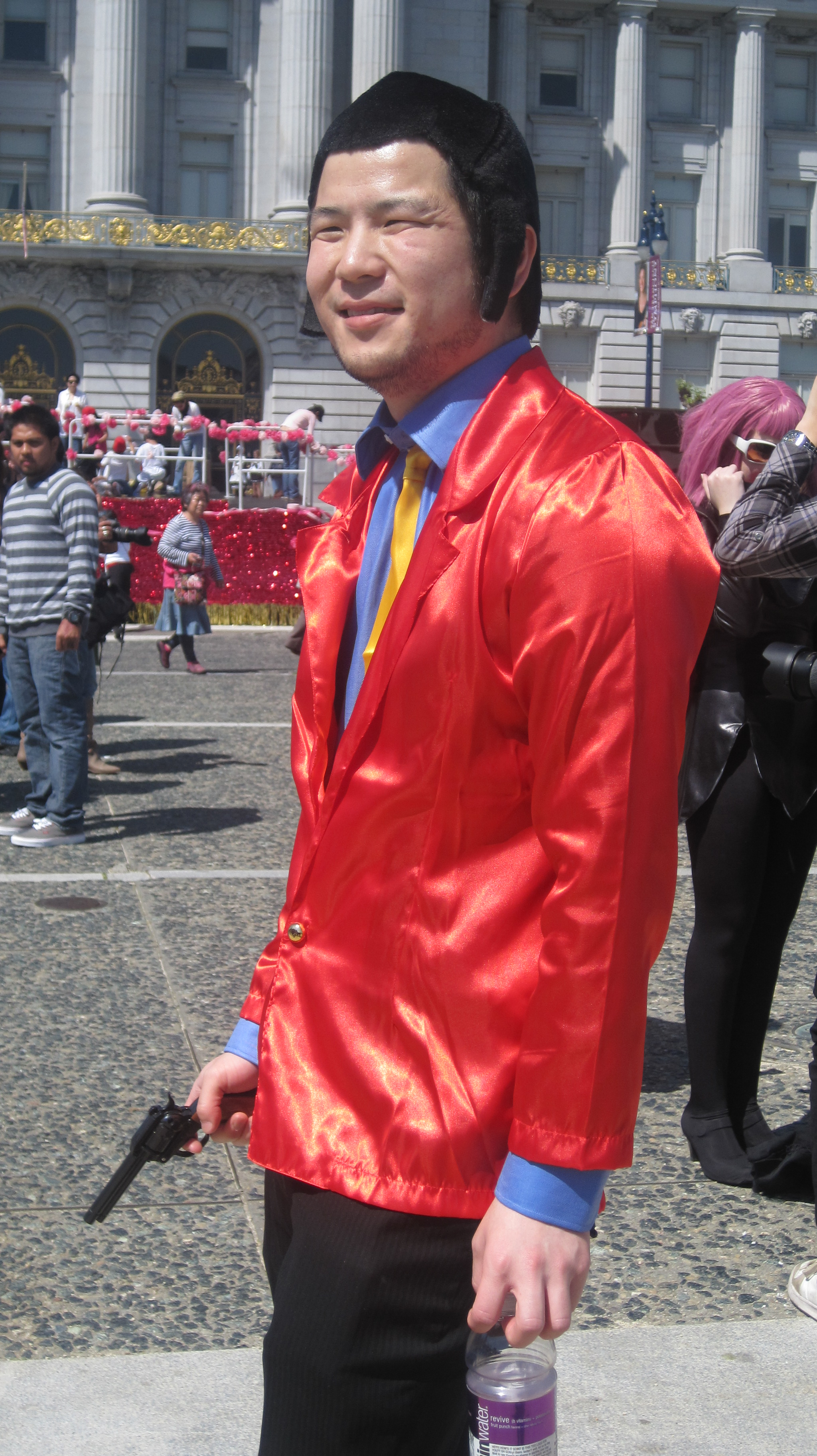
Man utklädd till Lupin III.

Lupin är en relativt smal man med långa armar och ben. Han har svart kortklippt hår och långa polisonger som går ner nästan till hakan, varför flera karaktärer i serien gärna liknar honom med en apa. Lupin går klädd i en blå skjorta, beige slips, khakifärgade byxor och kavaj med varierande färg beroende på serien.

## Personlighet
Lupin är sorglös kvinnokarl av rang som ofta är i jakt på damer. Sitt yrke till trots är Lupin en gentleman och visar ofta godhet mot mindre lyckligt lottade. Lupin brukar försvara sitt yrke genom att förklara att de som han stjäl ifrån redan äger mycket och kommer inte att sakna det som stulits. 

## Förmågor
Trots att Lupin inte är någon muskulös man är han ändå en effektiv slagskämpe men är även mycket vig och har nästan kattlika reflexer. Lupin är också en mycket skicklig skytt och hans favoritvapen är en Walther p38. Han är dessutom en mästare på förklädnad och kan imitera ansiktsdrag och röst på vem som helst vare sig det gäller kvinnor eller män. Under sina många äventyr använder sig Lupin av en arsenal av olika manicker varav den mest kända är hans armbandsklocka som kan skjuta ut ett rep.